# Păulești (Vrancea)
Păulești è un comune della Romania di 2 232 abitanti, ubicato nel distretto di Vrancea, nella regione storica della Moldavia. 
Il comune è formato dall'unione di 2 villaggi: Hăulișca e Păulești.
Păulești è divenuto comune autonomo nel 2004, staccandosi dal comune di Tulnici.